# 더 뉴요커

더 뉴요커(The New Yorker) 미국에서 콘데 나스트 퍼블리케이션즈가 발행하는 잡지이다. 에세이, 풍자 만화, 시, 소설 등을 게재한다. 원래는 주간지이었지만 현재 5회 2주호를 포함한 매년 47권이 간행되고있다. 리뷰와 이벤트 정보는 뉴욕의 문화를 주로 취급하지만, 뉴욕 외에 다른 지역에 사는 독자들도 있다. 1925년 2월 17일에 2월 21일호로 창간되었으며, 뉴욕 타임스의 기자, 해럴드 로스와 아내 제인 그랜트에 의해 설립되었다.